# کلیسای گئورگ مقدس، استپاناکرت
کلیسای گئورگ مقدس (ارمنی: Սուրբ Գևորգ եկեղեցի) یک کلیسا متعلق به کلیسای حواری ارمنی واقع در شهر استپاناکرت، پایتخت جمهوری آرتساخ می‌باشد. ساخت و ساز این ساختمان در سده ۱۹ام میلادی؛ به پایان رسید. این بنا به سبک معماری ارمنی طراحی شده‌است.